# Oftalmoskop
Oftalmoskop (wziernik oczny) – przyrząd medyczny, wziernik służący do badania dna oka.

## Opis
Pierwszy oftalmoskop został zbudowany w 1851 r. przez Hermanna von Helmholza. Przyrząd pod koniec XIX wieku udoskonalił polski okulista i wynalazca Ksawery Gałęzowski.
Obecnie oftalmoskopy nadal są wykorzystywane – od prostych modeli z tradycyjnym źródłem światła, po oftalmoskopy emitujące wiązkę laserową i skanujące gałkę oczną.
Prosty oftalmoskop składa się z uchwytu (rękojeści) umożliwiającego trzymanie przyrządu, który dodatkowo jest miejscem zainstalowania baterii, oraz z głowicy, która musi zawierać przynajmniej: żarówkę, zestaw soczewek korygujących i lusterko bądź pryzmat odchylający wiązkę światła.
Dodatkowo może być wyposażony w zestaw kolorowych filtrów, przesłony i siatki umożliwiające dokładne pomiary obserwowanych elementów.